# Szwedzka Formuła 3 Sezon 1964
1964 – pierwszy sezon Szwedzkiej Formuły 3.

## Kalendarz wyścigów
| Runda | Data        | Tor        | Pole position      | Najszybsze okrążenie | Zwycięzca (kierowcy) | Zwycięzca (zespoły)   |
| ----- | ----------- | ---------- | ------------------ | -------------------- | -------------------- | --------------------- |
| 1     | 26 kwietnia | Kågeröd    | Freddy Kottulinsky | Freddy Kottulinsky   | Egert Haglund        | S:t Eriks Racing Team |
| 2     | 3 maja      | Sztokholm  | ?                  | ?                    | Curt Lincoln         | Finlands AK           |
| 3     | 24 maja     | Karlskoga  | ?                  | ?                    | Curt Lincoln         | Finlands AK           |
| 4     | 2 sierpnia  | Falkenberg | ?                  | Gunnar Carlsson      | Gunnar Carlsson      | Filipstads MC         |
| 5     | 6 września  | Sztokholm  | ?                  | ?                    | Freddy Kottulinsky   | Botkyrka MK           |

## Klasyfikacja kierowców
| Legenda oznaczeń w tabelach wyników Wyświetl szablon na nowej stronie | Legenda oznaczeń w tabelach wyników Wyświetl szablon na nowej stronie                                                                     |
| Oznaczenie                                                            | Wyjaśnienie |
| --------------------------------------------------------------------- | --- |
| Złoty                                                                 | Zwycięzca lub mistrzostwo |
| Srebrny                                                               | 2. miejsce lub wicemistrzostwo |
| Brązowy                                                               | 3. miejsce lub II wicemistrzostwo |
| Zielony                                                               | Ukończył, punktował (w klasyfikacji generalnej, gdy zdobył co najmniej jeden punkt na przestrzeni sezonu, poza trzema powyższymi opcjami) |
| Niebieski                                                             | Ukończył, nie punktował (w klasyfikacji generalnej, gdy nie zdobył co najmniej jednego punktu na przestrzeni sezonu)                      |
| Czerwony                                                              | Nie zakwalifikował się (NZ) |
| Czerwony                                                              | Nie prekwalifikował się (NPK) |
| Różowy                                                                | Nie ukończył (NU) |
| Różowy                                                                | Niesklasyfikowany (NS) (w klasyfikacji generalnej, gdy nie został sklasyfikowany w żadnym wyścigu sezonu)                                 |
| Czarny                                                                | Zdyskwalifikowany (DK) |
| Czarny                                                                | Wykluczony (WYK/EX) |
| Biały                                                                 | Nie wystartował (NW) |
| Biały                                                                 | Kontuzjowany (K/INJ) |
| Biały                                                                 | Wyścig odwołany (OD/C) |
| Bez koloru                                                            | Został wycofany (WYC/WD) |
| Bez koloru                                                            | Nie przybył (NP/DNA) |
| Bez koloru                                                            | Nie brał udziału w treningach (NT/DNP) |
| Bez koloru                                                            | Nie został zgłoszony (–) |
| Pogrubienie                                                           | Start z pole position |
| Kursywa                                                               | Najszybsze okrążenie wyścigu |
| †                                                                     | Nie ukończył, ale jego rezultat został zaliczony ze względu na przejechanie więcej niż 90% dystansu wyścigu.                              |
| *                                                                     | Sezon w trakcie |
| 1/2/3                                                                 | Punktowana pozycja w sprincie kwalifikacyjnym                                                                                             |
| Lista systemów punktacji Formuły 1                                    | |

| Poz.                                          | Kierowca             | Zespół                      | KNT | SKA | VEL | VAS | SKA | Punkty |
| --------------------------------------------- | -------------------- | --------------------------- | --- | --- | --- | --- | --- | ------ |
| 1                                             | Sven Mattsson        | S:t Eriks Racing Team       | 6   | 2   | 2   | 3   | -   | 18     |
| 2                                             | Freddy Kottulinsky   | Botkyrka MK                 | 2   | NU  | 3   | 6   | 1   | 17     |
| 3                                             | Egert Haglund        | S:t Eriks Racing Team       | 1   | NW  | 4   | NU  | 2   | 16     |
| 4                                             | Sven Andersson       | Örebro BMCK                 | 5   | 3   | 10  | 2   | NU  | 12     |
| 5                                             | Roland Karlsson      | Örebro BMCK                 | NU  | 4   | 8   | 4   | NU  | 8      |
| 6                                             | Per-Olov Zetterström | S:t Eriks Racing Team       | 4   | NU  | 6   | -   | 5   | 8      |
| 7                                             | Gunnar Carlsson      | Filipstads MC               | -   | -   | -   | 1   | -   | 7      |
| 8                                             | Yngve Wallin         | KAK/U                       | 7   | 5   | NU  | NU  | 3   | 7      |
| 9                                             | Stefan Björk         | KAK/U                       | -   | -   | NU  | 5   | 4   | 5      |
| 10                                            | Lars Bjuhr           | Örebro BMCK                 | 3   | NU  | NU  | NU  | -   | 4      |
| 11                                            | Börje Björkqvist     | SMK Hälsingborg             | -   | 6   | -   | -   | -   | 2      |
| 11                                            | Stig-Åke Säll        | Botkyrka MK                 | 8   | NU  | 7   | -   | -   | 2      |
| 13                                            | Holger Norrman       | Norrman & Strömstedt Bil AB | NU  | 7   | NU  | -   | -   | 1      |
| NS                                            | Lennart Carlsson     | KAK/S                       | 9   | -   | -   | -   | -   | 0      |
| NS                                            | Svenharry Åkesson    | Västerås SVK                | 10  | -   | NU  | -   | -   | 0      |
| NS                                            | Sveneric Eriksson    | Karlskoga MK                | NU  | NU  | NU  | -   | -   | 0      |
| NS                                            | Ove Pettersson       | Örebro BMCK                 | -   | NU  | NU  | -   | -   | 0      |
| NS                                            | Sven-Olof Gunnarsson | Team Vagabond               | -   | -   | NU  | -   | -   | 0      |
| NS                                            | Hans Hjärpe          | Karlskoga MK                | -   | -   | NU  | -   | -   | 0      |
| NS                                            | Nils-Erik Thunberg   | KAK                         | -   | -   | NU  | -   | -   | 0      |
| NS                                            | Orvar Aspholm        | Göteborgs MF                | -   | -   | NU  | NU  | -   | 0      |
| NS                                            | Anders Josephsson    | Stockholms SVK              | -   | -   | NU  | -   | -   | 0      |
| NS                                            | Agne Carlsson        | Team Vagabond               | -   | -   | -   | NU  | -   | 0      |
| NS                                            | Åke Widebrink        | KAK/U                       | -   | -   | -   | NU  | -   | 0      |
| NS                                            | Morgan Södergren     | Karlskoga MK                | -   | -   | -   | -   | NU  | 0      |
| NS                                            | Georg Duneborn       | KAK                         | NW  | -   | -   | -   | -   | 0      |
| Kierowcy niedopuszczeni do zdobywania punktów |                      |                             |     |     |     |     |     |        |
| NS                                            | Curt Lincoln         | Finlands AK                 | -   | 1   | 1   | -   | -   | 0      |
| NS                                            | Jørgen Ellekær       | Jørgen Ellekær              | -   | -   | 5   | -   | -   | 0      |
| NS                                            | Henry Andersen       | Henry Andersen              | -   | -   | 9   | -   | -   | 0      |
| NS                                            | Hartvig Conradsen    | Cognac Racing Team          | -   | -   | NU  | -   | -   | 0      |